# Tilesia rubens
Tilesia rubens là một loài thực vật có hoa trong họ Cúc. Loài này được Alexander miêu tả khoa học đầu tiên năm 1939.